# Callaway (Nebraska)
Callaway è un comune degli Stati Uniti d'America, situato nello Stato del Nebraska, nella contea di Custer.